# M. K. Alagiri

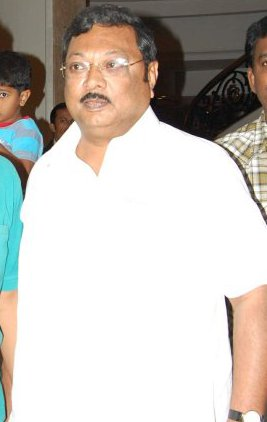
M. K. Alagiri

M. K. Alagiri (Muthuvel Karunanidhi Alagiri; auch: Azhagiri; Tamil: மு. க. அழகிரி [ˈaɻəɡiri]; * 30. Januar 1951 in Chennai) ist ein indischer Politiker der Regionalpartei Dravida Munnetra Kazhagam (DMK). Von 2009 bis 2013 war er gesamtindischer Minister für Chemikalien und Düngemittel im Kabinett Manmohan Singh II. Alagiri ist ein Sohn des DMK-Parteiführers M. Karunanidhi. Er hegte lange Ambitionen auf die Nachfolge seines Vaters. Nachdem Karunanidhi aber Alagiris Bruder M. K. Stalin zu seinem Nachfolger bestimmt hatte, überwarf Alagiri sich mit seinem Vater und wurde 2014 aus der DMK ausgeschlossen.

## Biografie
M. K. Alagiri wurde am 30. Januar 1951 in Chennai (Madras) geboren. Er ist der Sohn des langjährigen DMK-Führers und ehemaligen Chief Ministers des Bundesstaates Tamil Nadu M. Karunanidhi und dessen Frau Dayaluammal. Nachdem er seinen Bachelor-Abschluss gemacht hatte, widmete er sich der Politik und zog nach Madurai in den Süden Tamil Nadus, wo er als Organisationssekretär die Geschicke der DMK in den südlichen Distrikten des Bundesstaates lenkte. Obwohl er lange keine politischen Posten bekleidete, konnte Alagiri sich so eine Machtbasis im Süden Tamil Nadus aufbauen.
2003 wurde M. K. Alagiri wegen des Vorwurfs verhaftet, er habe den Mord an dem DMK-Politiker und ehemaligen Bundesstaatsminister T. Kiruttinan in Auftrag gegeben. In dem folgenden Gerichtsprozess wurde Alagiri aber freigesprochen.
M. K. Alagiri und sein Bruder M. K. Stalin rivalisieren um die Nachfolge ihres Vaters M. Karunanidhi als DMK-Führer. Stalin, 2006–2011 Minister im Kabinett seines Vaters und 2009–2011 stellvertretender Chief Minister Tamil Nadus, gilt als aussichtsreichster Nachfolger Karunanidhis. Nachdem die Tageszeitung Dinakaran 2007 eine Umfrage veröffentlicht hatte, laut der Alagiri weniger populär war als Stalin, zündeten aufgebrachte Anhänger Alagiris die Dinakaran-Redaktion in Madurai an. Drei Mitarbeiter der Zeitung kamen in den Flammen ums Leben. 2010 ließ Alagiri den Nachfolgestreit wieder aufleben, als er in einem Interview beschied, er würde niemanden außer Karunanidhi als DMK-Führer akzeptieren. Im Januar 2013 benannte Karunanidhi schließlich aber Stalin als seinen politischen Erben.
Bei der indischen Parlamentswahl 2009 wurde M. K. Alagiri als DMK-Kandidat im Wahlkreis Madurai in die Lok Sabha, das Unterhaus des gesamtindischen Parlaments, gewählt. Nach dem Wahlsieg der United Progressive Alliance, dem von der Kongresspartei geführten Wahlbündnis, an dem auch die DMK beteiligt ist, wurde Alagiri als Minister für Chemikalien und Düngemittel in die neue Regierung des Premierministers Manmohan Singh berufen. Als Minister blieb Alagiri den meisten Fragestunden in der Lok Sabha fern, da er keine der beiden Arbeitssprachen Hindi und Englisch ausreichend beherrscht und die Parlamentsregularien ihm nicht erlaubten, in seiner Muttersprache Tamil zu sprechen. Im März 2013 zog sich die DMK aus Protest gegen die indische Haltung zu einer UN-Resolution zum Sri-Lanka-Konflikt aus der Regierung zurück. Alagiri trat daraufhin, wie die anderen DMK-Kabinettsmitglieder, von seinem Ministerposten zurück.
Nachdem die Familienfehde um die Führungsposition in der DMK weiter zugespitzt hatte, überwarf M. K. Alagiri sich im Januar 2014 mit seinem Vater Karunanidhi. Daraufhin wurde Alagiri aus der DMK suspendiert. Als Grund wurde mangelnde Parteidisziplin angegeben.

## Persönliches
M. K. Alagiri ist seit 1972 mit seiner Frau Gandhi Alagiri verheiratet. Er hat zwei Töchter und einen Sohn, Dayanidhi Alagiri, der als Filmproduzent arbeitet.
Alagiri schrieb seinen Namen in lateinischer Schrift anfangs Azhagiri, änderte die Schreibweise nach seinem Wechsel in die Bundespolitik aber in Alagiri, da sein Name in Nordindien falsch ausgesprochen wurde.